# Sitno (jezioro w województwie pomorskim)
Sitno (kaszb. Jezoro Sëtno) – wytopiskowe jezioro lobeliowe we wsi Sitno w północnej Polsce, w województwie pomorskim.
Powierzchnia 66,6 ha, maksymalna głębokość 7,6 m
Dno piaszczysto-żwirowe. Sitno kwalifikuje się do II klasy czystości wody (rok badania 1993).